# Cateriidae
Cateriidae é uma família de animais do filo Kinorhyncha, ordem Cyclorhagida, a única família da subordem Cryptorhagae.